# Karkirurgi
Karkirurgi er et kirurgisk, medicinsk speciale der behandler sygdomme i blodkar (arterier og vener) med medicinske behandlinger, minimalt-invasive kateter procedurer og kirurgisk rekonstruktion.
Hyppige sygdomme der behandles er fx åreforkalkning, aneurismer (udposninger af blodkar), blodpropper, iskæmi og lymfødem. Indgreb der udføres i karkirurgien omfatter bl.a. ballonudvidelse og kirurgisk fjernelse af blodpropper (embolektomi).
Læger med speciale i karkirurgi kaldes speciallæger i karkirurgi eller karkirurger.